# Bời lời Ba Vì
Bời lời Ba Vì (danh pháp: Litsea baviensis) là loài thực vật có hoa trong họ Nguyệt quế. Loài này được Lecomte miêu tả khoa học đầu tiên năm 1913.